# Licio Gelli
Licio Gelli, född 21 april 1919 i Pistoia, död 15 december 2015 i Arezzo, var en italiensk finansman. Han var stormästare av frimurarlogen P2 och en av de utpekade för mordet på bankiren Roberto Calvi i juni 1982. Gelli var under andra världskriget medlem av Nationella fascistpartiet.